# Guennadi Boukharine
Pour les articles homonymes, voir Boukharine (homonymie).
Guennadi Ivanovitch Boukharine (en russe : Генна́дий Ива́нович Буха́рин) est un céiste soviétique puis russe né le 10 août 1929 et mort le 3 novembre 2020. Il participe aux épreuves de canoë-kayak des Jeux olympiques d'été de 1956 et remporte deux médailles de bronze olympiques, l'une en C-1 1 000 m et l'autre en C-1 10 000 m.

## Palmarès

### Jeux olympiques
- Jeux olympiques de 1956 à Melbourne,  Australie
  -  Médaille de bronze en C-1 1 000 m.
  -  Médaille de bronze en C-1 10 000 m[3].

### Championnats du monde
- Championnats du monde de course en ligne de 1958 à Prague,  Tchécoslovaquie
  -  Médaille d'or en C-1 1 000 m.
  -  Médaille d'or en C-1 10 000 m.

### Championnats d'Europe
- Championnats d'Europe de course en ligne de 1957 à Gand,  Belgique
  -  Médaille d'or en C-1 1 000 m.
  -  Médaille d'or en C-1 10 000 m.
- Championnats d'Europe de course en ligne de 1959 à Duisbourg,  Allemagne de l'Ouest
  -  Médaille d'or en C-1 10 000 m.